# Parafia św. Stanisława Biskupa i Męczennika w Płoniawach-Bramurze
Parafia pw. Świętego Stanisława Biskupa i Męczennika w Płoniawach-Bramurze – rzymskokatolicka parafia należąca do dekanatu Krasnosielc, diecezji łomżyńskiej, metropolii białostockiej. Parafię prowadzą księża diecezjalni.

## Historia
Parafia została erygowana w 1377. 

## Kościół parafialny
- Kościół pw. Przemienienia Pańskiego w Płoniawach-Bramurze – wybudowany w latach 1823–1828[1]

## Kościoły filialne i kaplice
- Kościół pw. św. Apostołów Piotra i Pawła w Chodkowie – wybudowany w latach 1984–1987[1]
- Kościół pw. Krzyża Świętego w Starym Podosiu – wybudowany w 1848[1]
- Kościół pw. św. Jadwigi Królowej w Krzyżewie – wybudowany w latach 1979–1982[1]

## Zasięg parafii
W granicach parafii znajdują się miejscowości:

- Płoniawy,
- Bobino Wielkie,
- Bobino-Grzybki,
- Chodkowo-Biernaty,
- Chodkowo-Kuchny,
- Chodkowo Wielkie,
- Chodkowo-Załogi,
- Choszczewka,
- Gołoniwy,
- Krzyżewo Borowe,
- Krzyżewo-Marki,
- Nowy Podoś,
- Krzywki-Piaski,
- Prace,
- Rogowo,
- Stary Podoś,
- Sulicha,
- Suche,
- Załogi,
- Zawady Dworskie,
- Zawady-Huta,
- Nowa Zblicha
- Stara Zblicha.